# Serie A - 1ª Divisione Nazionale 2014-2015
La Serie A - 1ª Divisione Nazionale 2014-2015 è stata la 46ª edizione del torneo di Serie A del campionato italiano di pallamano maschile.

## Girone A

### Stagione regolare
|  | Pos. | Squadra         | Pt | G  | V  | VR | S  | SR | GF  | GS  | D    | Note                   |
|  | ---- | --------------- | -- | -- | -- | -- | -- | -- | --- | --- | ---- | ---------------------- |
|  | 1.   | Bozen           | 46 | 16 | 15 | 0  | 0  | 1  | 535 | 374 | +159 | Qualificato ai playoff |
|  | 2.   | Pressano        | 35 | 16 | 11 | 1  | 4  | 0  | 420 | 379 | +41  | Qualificato ai playoff |
|  | 3.   | Trieste         | 29 | 16 | 9  | 1  | 6  | 0  | 436 | 395 | +41  | Qualificato ai playoff |
|  | 4.   | Cassano Magnago | 27 | 16 | 7  | 3  | 6  | 0  | 415 | 411 | +4   | Qualificato ai playoff |
|  | 5.   | Eppan           | 22 | 16 | 7  | 0  | 8  | 1  | 401 | 414 | -13  | Playout                |
|  | 6.   | Meran           | 22 | 16 | 7  | 0  | 8  | 1  | 414 | 440 | -46  | Playout                |
|  | 7.   | Brixen          | 18 | 16 | 5  | 1  | 9  | 1  | 373 | 424 | -50  | Playout                |
|  | 8.   | Mezzocorona     | 10 | 16 | 3  | 0  | 12 | 1  | 358 | 412 | -54  | Playout                |
|  | 9.   | Cologne         | 0  | 16 | 2  | 0  | 13 | 1  | 370 | 473 | -103 | Playout                |

### Poule Playoff

#### Classifica
|  | Pos. | Squadra         | Pt | G | V | VR | S | SR | GF  | GS  | D   | Note                                 |
|  | ---- | --------------- | -- | - | - | -- | - | -- | --- | --- | --- | ------------------------------------ |
|  | 1.   | Bozen           | 26 | 6 | 5 | 1  | 0 | 0  | 189 | 154 | +35 | Qualificato alle semifinali scudetto |
|  | 2.   | Trieste         | 10 | 6 | 2 | 0  | 3 | 1  | 161 | 160 | +1  | Qualificato alla Poule d'Ammissione  |
|  | 3.   | Cassano Magnago | 9  | 6 | 3 | 0  | 3 | 0  | 158 | 165 | -7  |                                      |
|  | 4.   | Pressano        | 9  | 6 | 1 | 0  | 5 | 0  | 139 | 168 | -29 |                                      |

### Poule Retrocessione

#### Classifica
|  | Pos. | Squadra     | Pt | G | V | VR | S | SR | GF  | GS  | D   | Note          |
|  | ---- | ----------- | -- | - | - | -- | - | -- | --- | --- | --- | ------------- |
|  | 1.   | Eppan       | 16 | 4 | 2 | 1  | 1 | 0  | 110 | 105 | +5  |               |
|  | 2.   | Brixen      | 15 | 4 | 3 | 1  | 0 | 0  | 111 | 93  | +18 |               |
|  | 3.   | Meran       | 12 | 4 | 2 | 0  | 2 | 0  | 109 | 106 | +3  |               |
|  | 4.   | Mezzocorona | 6  | 4 | 1 | 0  | 2 | 1  | 104 | 114 | -10 |               |
|  | 5.   | Cologne     | 1  | 4 | 0 | 0  | 4 | 0  | 113 | 129 | -16 | Retrocessione |

## Girone B

### Stagione regolare
|  | Pos. | Squadra         | Pt | G  | V  | VR | S  | SR | GF  | GS  | D    | Note                   |
|  | ---- | --------------- | -- | -- | -- | -- | -- | -- | --- | --- | ---- | ---------------------- |
|  | 1.   | Romagna         | 45 | 16 | 15 | 0  | 1  | 0  | 431 | 356 | +75  | Qualificato ai playoff |
|  | 2.   | Carpi           | 42 | 16 | 14 | 0  | 2  | 0  | 557 | 358 | +199 | Qualificato ai playoff |
|  | 3.   | Ambra           | 31 | 16 | 10 | 0  | 5  | 1  | 456 | 417 | +39  | Qualificato ai playoff |
|  | 4.   | Estense Ferrara | 27 | 16 | 8  | 1  | 6  | 1  | 433 | 408 | +25  | Qualificato ai playoff |
|  | 5.   | Bologna United  | 18 | 16 | 6  | 0  | 10 | 0  | 484 | 459 | +25  | Playout                |
|  | 6.   | Castenaso       | 18 | 16 | 5  | 1  | 9  | 1  | 425 | 504 | -79  | Playout                |
|  | 7.   | Casalgrande     | 16 | 16 | 5  | 0  | 10 | 1  | 429 | 468 | -39  | Playout                |
|  | 8.   | Dossobuono      | 11 | 16 | 3  | 1  | 12 | 0  | 413 | 491 | -78  | Playout                |
|  | 9.   | Jchnusa Sassari | 8  | 16 | 2  | 1  | 13 |    | 400 | 517 | -117 | Playout                |

### Poule Playoff

#### Classifica
|  | Pos. | Squadra         | Pt | G | V | VR | S | SR | GF  | GS  | D   | Note                                 |
|  | ---- | --------------- | -- | - | - | -- | - | -- | --- | --- | --- | ------------------------------------ |
|  | 1.   | Romagna         | 22 | 6 | 4 | 0  | 1 | 1  | 146 | 129 | +16 | Qualificato alle semifinali scudetto |
|  | 2.   | Carpi           | 21 | 6 | 5 | 0  | 1 | 0  | 173 | 132 | +41 | Qualificato alla Poule d'Ammissione  |
|  | 3.   | Estense Ferrara | 6  | 6 | 2 | 0  | 4 | 0  | 131 | 176 | -43 |                                      |
|  | 4.   | Ambra           | 5  | 6 | 0 | 1  | 5 | 0  | 144 | 155 | -11 |                                      |

### Poule Retrocessione

#### Classifica
|  | Pos. | Squadra         | Pt | G | V | VR | S | SR | GF | GS | D   | Note          |
|  | ---- | --------------- | -- | - | - | -- | - | -- | -- | -- | --- | ------------- |
|  | 1.   | Bologna United  | 17 | 3 | 3 | 0  | 0 | 0  | 96 | 70 | +26 |               |
|  | 2.   | Casalgrande     | 10 | 3 | 2 | 0  | 1 | 0  | 70 | 85 | -15 |               |
|  | 3.   | Jchnusa Sassari | 3  | 3 | 1 | 0  | 2 | 0  | 77 | 77 | +0  |               |
|  | 4.   | Dossobuono      | 2  | 3 | 0 | 0  | 3 | 0  | 77 | 88 | -11 | Retrocessione |
|  | 5.   | Castenaso       | 0  | 0 | 0 | 0  | 0 | 0  | 0  | 0  | +0  | Retrocessione |

## Girone C

### Stagione regolare
|  | Pos. | Squadra          | Pt | G  | V  | VR | S  | SR | GF  | GS  | D    | Note                   |
|  | ---- | ---------------- | -- | -- | -- | -- | -- | -- | --- | --- | ---- | ---------------------- |
|  | 1.   | Junior Fasano    | 48 | 16 | 16 | 0  | 0  | 0  | 607 | 355 | +252 | Qualificato ai playoff |
|  | 2.   | Albatro Siracusa | 35 | 16 | 11 | 1  | 4  | 0  | 406 | 368 | +38  | Qualificato ai playoff |
|  | 3.   | Fondi            | 33 | 16 | 11 | 0  | 5  | 0  | 505 | 446 | +59  | Qualificato ai playoff |
|  | 4.   | Dorica Ancona    | 33 | 16 | 11 | 0  | 5  | 0  | 438 | 441 | -3   | Qualificato ai playoff |
|  | 5.   | Conversano       | 21 | 16 | 7  | 0  | 9  | 0  | 429 | 405 | +24  | Playout                |
|  | 6.   | Benevento        | 21 | 16 | 7  | 0  | 9  | 0  | 429 | 464 | -35  | Playout                |
|  | 7.   | Gaeta            | 19 | 16 | 6  | 0  | 9  | 1  | 448 | 500 | -52  | Playout                |
|  | 8.   | Lazio            | 3  | 16 | 1  | 0  | 15 | 0  | 361 | 486 | -125 | Playout                |
|  | 9.   | Alcamo           | 3  | 16 | 1  | 0  | 15 | 0  | 353 | 511 | -158 | Playout                |

### Poule Playoff

#### Classifica
|  | Pos. | Squadra          | Pt | G | V | VR | S | SR | GF  | GS  | D   | Note                                 |
|  | ---- | ---------------- | -- | - | - | -- | - | -- | --- | --- | --- | ------------------------------------ |
|  | 1.   | Junior Fasano    | 24 | 6 | 5 | 0  | 1 | 0  | 174 | 132 | +42 | Qualificato alle semifinali scudetto |
|  | 2.   | Albatro Siracusa | 15 | 6 | 3 | 0  | 3 | 0  | 153 | 156 | -3  | Qualificato alla Poule d'Ammissione  |
|  | 3.   | Fondi            | 9  | 6 | 2 | 0  | 4 | 0  | 151 | 169 | -18 |                                      |
|  | 4.   | Dorica Ancona    | 6  | 6 | 2 | 0  | 4 | 0  | 143 | 164 | -21 |                                      |

### Poule Retrocessione

#### Classifica
|  | Pos. | Squadra    | Pt | G | V | VR | S | SR | GF  | GS  | D   | Note          |
|  | ---- | ---------- | -- | - | - | -- | - | -- | --- | --- | --- | ------------- |
|  | 1.   | Conversano | 20 | 4 | 4 | 0  | 0 | 0  | 113 | 103 | +10 |               |
|  | 2.   | Benevento  | 12 | 4 | 1 | 1  | 1 | 1  | 108 | 111 | -3  |               |
|  | 3.   | Gaeta      | 10 | 4 | 2 | 0  | 2 | 0  | 117 | 112 | +5  |               |
|  | 4.   | Lazio      | 7  | 4 | 1 | 1  | 2 | 0  | 97  | 90  | +7  |               |
|  | 5.   | Alcamo     | 1  | 4 | 0 | 0  | 3 | 1  | 109 | 128 | -19 | Retrocessione |

## Poule d'Ammissione
Per stabilire la quarta squadra semifinalista, le squadre classificatesi seconde nei propri gironi al termine dei playoff disputano un triangolare in campo neutro. Il vincente del triangolare disputa le semifinali scudetto. Il triangolare si svolge a Chieti, al Pala Santa Filomena.

### Risultati
| Arbitri: | Chiarello (Palermo) Pagaria (Enna) |

|          |           |          |
| Cunjac 9 | Marcatori | Bašić 11 |

| Arbitri: | Bassi (Conversano) Scisci (Conversano) |

|           |           |           |
| Bianchi 7 | Marcatori | Pernic 10 |

| Arbitri: | Bassi (Conversano) Scisci (Conversano) |

|           |           |           |
| Vaccaro 6 | Marcatori | Bianchi 4 |

## Poule scudetto

### Semifinali
| Squadra 1     | Squadra 2 | Andata               | Ritorno              |
| ------------- | --------- | -------------------- | -------------------- |
| Bozen         | Romagna   | Imola, 2 mag. 2015   | Bolzano, 9 mag. 2015 |
| Bozen         | Romagna   | 26 – 22              | 42 - 27              |
| Junior Fasano | Carpi     | Rubiera, 2 mag. 2015 | Fasano, 9 mag. 2015  |
| Junior Fasano | Carpi     | 22 – 24              | 36 - 24              |

## Finale
| Squadra 1     | Squadra 2 | Gara 1               | Gara 2                |
| ------------- | --------- | -------------------- | --------------------- |
| Junior Fasano | Bozen     | 13 mag. 2015, Fasano | 20 mag. 2015, Bolzano |
| Junior Fasano | Bozen     | 26 - 24              | 21 - 23               |

## Classifica marcatori
| Giocatore           | Squadra          | Reti |
| ------------------- | ---------------- | ---- |
| Daniel Recchiuti    | Gaeta            | 162  |
| Alex Castillo       | Eppan            | 161  |
| Davide Campana      | Dorica Ancona    | 160  |
| Demis Radovčić      | Bozen            | 165  |
| Riccardo Stabellini | Bologna United   | 153  |
| Dalibor Djordjiević | Ambra            | 145  |
| Tobia Pisani        | Lazio            | 148  |
| Tomislav Brakočević | Cassano Magnago  | 147  |
| Vuk Milošević       | Fondi            | 147  |
| Paulo da Silva      | Pressano         | 138  |
| Dinko Dedović       | Albatro Siracusa | 135  |
| Uroš Krašovec       | Gaeta            | 135  |
| Jan Radojkovič      | Trieste          | 135  |
| Vito Vaccaro        | Carpi            | 132  |
| Marco Dalla Vecchia | Dossobuono       | 129  |
| Angelo Scirè        | Alcamo           | 127  |
| Luca Maraldi        | Ambra            | 125  |
| Dean Turković       | Bozen            | 125  |
| Michael Gufler      | Meran            | 124  |
| Luiz Felipe Gaeta   | Bozen            | 122  |